# 贺兰山红尾鸲
贺兰山红尾鸲（学名：Phoenicurus alaschanicus）是主要分布于中国西北地区的小型雀形目鸟类，隶属于鹟科红尾鸲属。

## 形态特征
贺兰山红尾鸲体长15～17厘米，雄鸟头顶至上背及头侧均灰蓝色，尾上覆羽、喉、胸和两胁呈棕色。翅膀具有大块白色翼斑。尾羽棕色，中央一对尾羽呈暗褐色近黑。雌性成鸟上体、头侧、颈和翅均为褐色，尾上覆羽浅棕色，下体沙褐色，腹部中央色淡近灰。本种与红背红尾鸲形态相近，主要区别是红背红尾鸲的头顶及上背夏季呈蓝灰色近白，冬季呈褐灰色；尾部较短，不超过75毫米，呈平尾状。贺兰山红尾鸲尾部较长，超过75毫米，略呈圆尾状。

## 分布区域
贺兰山红尾鸲属于中国特有种，主要分布于中国西北宁夏贺兰山、甘肃、新疆、青海柴达木盆地。主要栖息于高山和高原灌丛草地及岩石灌丛中，夏季在海拔2500米以上的地区活动，冬季下降到1000～1500米的地带。